# Зелений інститут

Зелений інститут журналістики — заснований у 2011 волонтерський освітній проєкт Інституту журналістики Київського національного університету імені Тараса Шевченка, спрямований на популяризацію екологічного руху серед студентів КНУ імені Тараса Шевченка та підвищення репутації університету.
Участь студентів у проєкті формує у них навички менеджера прес-служб. Стратегічна мета Зеленого Інституту Журналістики — підвищення репутації Інституту Журналістики КНУ ім. Т. Шевченка.
Проект було започатковано на практичних заняттях з предмету "Організація роботи прес-служби".

## Діяльність
Станом на 2020 в рамках проєкту студенти-волонтери за підтримки партнерів  та керівництва ІЖ КНУ ім. Т. Г. Шевченка провели близько 20 благодійних та освітніх заходів.
Студенти організовують еко-вечірки, благодійні ярмарки та роблять подарунки дітям, куплені коштом зібраної макулатури, висаджують дерева, матеріально допомагають притулкам для тварин..
У листопаді 2018 року в Інституту журналістики КНУ ім. Т. Шевченка відбулася перша «Еко-вечірка».
У квітні 2019 року до 9-ти річчя проєкту "Зелений інститут журналістики" у стінах Інституту журналістики відбулася тематична вечірка 2.0, яка зібрала однодумців в екотематиці. Під час заходу було проведено благодійний продаж та оголошено результати діяльності студентів-волонтерів за рік .
У квітні 2021 року до 10-ти річчя проєкту "Зелений інститут журналістики" відбувся благодійний аукціон «EcoInstitute» . Аукціон відбувався в інтернет-просторі офіційної сторінки «Зеленого Інституту» в Instagram .
У травні 2021 року студенти Інституту журналістики КНУ імені Тараса Шевченка організували освітню екологічну акцію «10 запитань екоексперту до ювілею Зеленого Інституту журналістики»

## Галерея

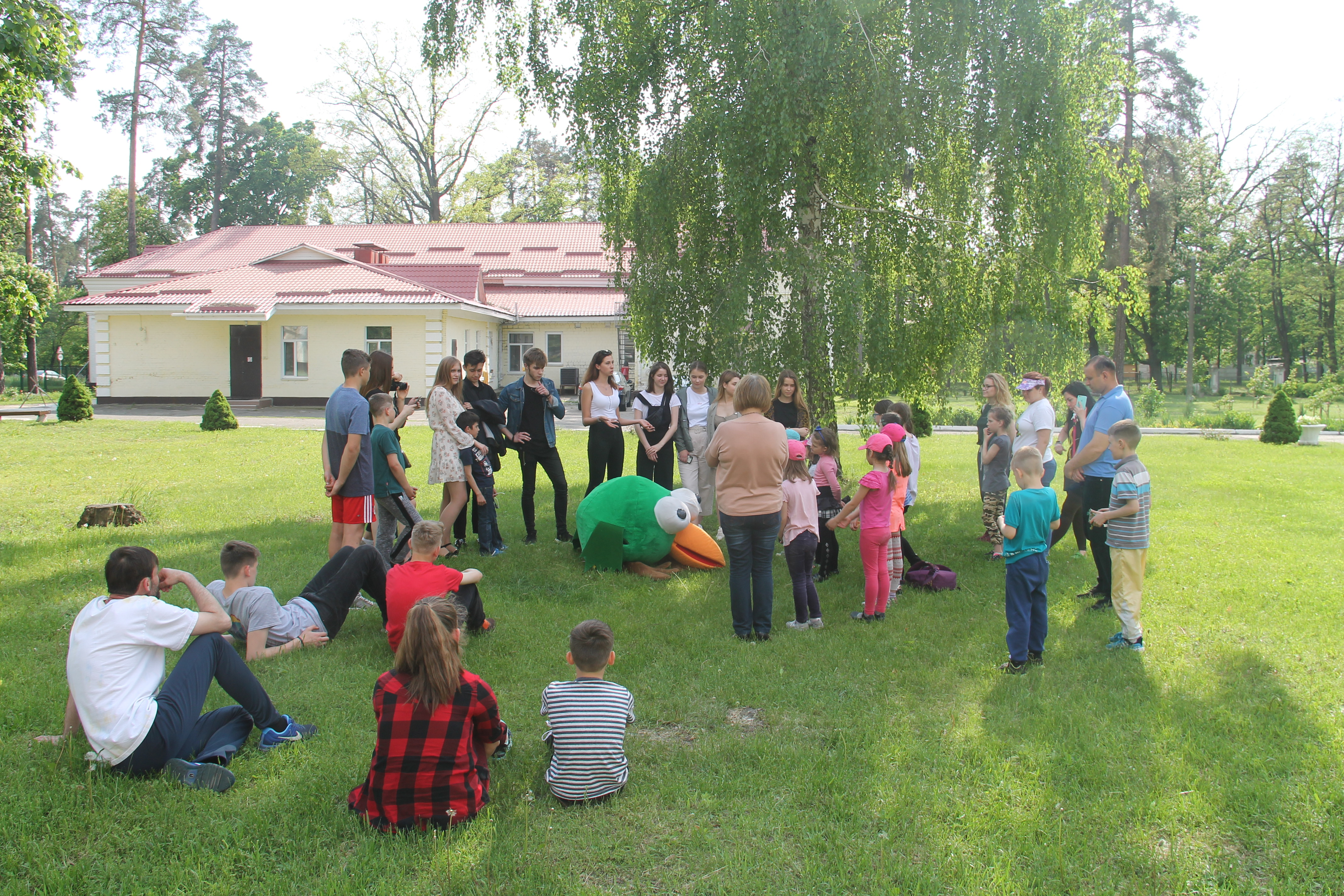
Волонтери Зеленого інституту відвідують вихованців дитячого оздоровчого центру "Ковчег" у Пущі-Водиці, травень 2019 року "Ковчег"